# سالوجیا
سالوجیا (به ایتالیایی: Saluggia) یک کومونه در ایتالیا است که در استان ورسلی واقع شده‌است.

## خصوصیات
سالوجیا ۳۱٫۷ کیلومترمربع مساحت و ۴٬۱۲۸ نفر جمعیت دارد و ۱۹۴ متر بالاتر از سطح دریا واقع شده‌است.

## خواهرخوانده
شهر روسی خواهرخواندهٔ سالوجیا هست.